# Söğütlügözle, Savaştepe
Söğütlügözle là một xã thuộc huyện Savaştepe, tỉnh Balıkesir, Thổ Nhĩ Kỳ. Dân số thời điểm năm 2010 là 73 người.